# Lee Byung-chul
Lee Byung-chul (12 februarie 1910 Uiryeong, Gyeongsangnam-do – 19 noiembrie 1987 Seul) a fost fondatorul Samsung Group și unul dintre cei mai de succes oameni de afaceri din Coreea de Sud. După ruperea chaebol-ului Hyundai, Samsung este acum cel mai mare grup de afaceri din Coreea de Sud.

## Legături externe
- Samsung Group[nefuncțională – arhivă]
- Arhivat în 4 martie 2016, la Wayback Machine. [호암캠프] 호암 이병철의 사회 공헌 활동“조상의 아름다운 전통을 잇는 데 큰 관심”
- 죽은 이병철의 산 교훈 미디어오늘 2011-12-21
- 이병철 회장 "신앙인은 때때로 광인, 공산당원과…" 중앙일보 2011.12.17